# Tour du Haut-Var 2018
Le Tour du Haut-Var 2018 est la 50e édition de cette course cycliste sur route masculine. Il a lieu du 17 au 18 février 2018 dans le département du Var, dans le sud de la France, et fait partie du calendrier UCI Europe Tour 2018 en catégorie 2.1. Il est remporté par le coureur français Jonathan Hivert, membre de l'équipe Direct Énergie et vainqueur des deux étapes.

## Présentation

### Équipes
Classé en catégorie 2.1 de l'UCI Europe Tour, le Tour du Haut-Var est par conséquent ouvert aux WorldTeams dans la limite de 50 % des équipes participantes, aux équipes continentales professionnelles, aux équipes continentales et aux équipes nationales.
17 équipes participent à ce Tour du Haut-Var - 3 WorldTeams, 10 équipes continentales professionnelles et 4 équipes continentales :
| WorldTeams (3)- AG2R La Mondiale - Astana - FDJ Équipes continentales professionnelles (10)- Cofidis, Solutions Crédits - Delko-Marseille Provence-KTM - Direct Énergie - Euskadi Basque Country-Murias - Israel Cycling Academy - Nippo-Vini Fantini-Europa Ovini - Fortuneo-Samsic - Vital Concept - Wilier Triestina-Selle Italia - WB-Aqua Protect-Veranclassic Équipes continentales (5)- Polartec-Kometa - Roubaix Lille Métropole - Sovac-Natura4Ever - Saint Michel-Auber 93 - Amore & Vita-Prodir |
| |

## Étapes
| Étape     | Date    | Villes étapes                  | type            | Distance (km) | Vainqueur d'étape | Leader du classement général |
| --------- | ------- | ------------------------------ | --------------- | ------------- | ----------------- | ---------------------------- |
| 1re étape | 17 fév. | Le Cannet-des-Maures – Fayence | étape vallonnée | 169,7         | Jonathan Hivert   | Jonathan Hivert              |
| 2e étape  | 18 fév. | Vidauban – Flayosc             | étape vallonnée | 188,5         | Jonathan Hivert   | Jonathan Hivert              |

## Déroulement de la course

### 1reétape
Au départ du Cannet-des-Maures, l'étape rejoint Fayence, au terme de 169,7 km.
| \| Classement de l'étape \| Classement de l'étape \| Classement de l'étape \| Classement de l'étape \| Classement de l'étape \| \| Coureur \| Coureur \| Pays \| Équipe \| Temps \| \| --------------------- \| --------------------- \| --------------------- \| ------------------------------- \| --------------------- \| \| 1er \| Jonathan Hivert \| France \| Direct Énergie \| 4 h 23 min 57 s \| \| 2e \| Nicola Bagioli \| Italie \| Nippo-Vini Fantini-Europa Ovini \| + 1 s \| \| 3e \| Samuel Dumoulin \| France \| AG2R La Mondiale \| + 1 s \| \| 4e \| Alexis Vuillermoz \| France \| AG2R La Mondiale \| + 1 s \| \| 5e \| Quentin Pacher \| France \| Vital Concept \| + 1 s \| \| 6e \| Marco Canola \| Italie \| Nippo-Vini Fantini-Europa Ovini \| + 1 s \| \| 7e \| Rudy Molard \| France \| FDJ \| + 1 s \| \| 8e \| Andriy Grivko \| Ukraine \| Astana \| + 1 s \| \| 9e \| Matteo Busato \| Italie \| Wilier Triestina-Selle Italia \| + 1 s \| \| 10e \| Dorian Godon \| France \| Cofidis, Solutions Crédits \| + 1 s \| |                   |         |                                 |                 |
| |                   |         |                                 |                 |
| |                   |         |                                 |                 |
| Classement de l'étape |                   |         |                                 |                 |
| Coureur | Coureur           | Pays    | Équipe                          | Temps           |
| 1er | Jonathan Hivert   | France  | Direct Énergie                  | 4 h 23 min 57 s |
| 2e | Nicola Bagioli    | Italie  | Nippo-Vini Fantini-Europa Ovini | + 1 s           |
| 3e | Samuel Dumoulin   | France  | AG2R La Mondiale                | + 1 s           |
| 4e | Alexis Vuillermoz | France  | AG2R La Mondiale                | + 1 s           |
| 5e | Quentin Pacher    | France  | Vital Concept                   | + 1 s           |
| 6e | Marco Canola      | Italie  | Nippo-Vini Fantini-Europa Ovini | + 1 s           |
| 7e | Rudy Molard       | France  | FDJ                             | + 1 s           |
| 8e | Andriy Grivko     | Ukraine | Astana                          | + 1 s           |
| 9e | Matteo Busato     | Italie  | Wilier Triestina-Selle Italia   | + 1 s           |
| 10e | Dorian Godon      | France  | Cofidis, Solutions Crédits      | + 1 s           |

| \| Classement général \| Classement général \| Classement général \| Classement général \| Classement général \| \| Coureur \| Coureur \| Pays \| Équipe \| Temps \| \| ------------------ \| ------------------ \| ------------------ \| ------------------------------- \| ------------------ \| \| 1er \| Jonathan Hivert \| France \| Direct Énergie \| 4 h 23 min 57 s \| \| 2e \| Nicola Bagioli \| Italie \| Nippo-Vini Fantini-Europa Ovini \| + 1 s \| \| 3e \| Samuel Dumoulin \| France \| AG2R La Mondiale \| + 1 s \| \| 4e \| Alexis Vuillermoz \| France \| AG2R La Mondiale \| + 1 s \| \| 5e \| Quentin Pacher \| France \| Vital Concept \| + 1 s \| \| 6e \| Marco Canola \| Italie \| Nippo-Vini Fantini-Europa Ovini \| + 1 s \| \| 7e \| Rudy Molard \| France \| FDJ \| + 1 s \| \| 8e \| Andriy Grivko \| Ukraine \| Astana \| + 1 s \| \| 9e \| Matteo Busato \| Italie \| Wilier Triestina-Selle Italia \| + 1 s \| \| 10e \| Dorian Godon \| France \| Cofidis, Solutions Crédits \| + 1 s \| |                   |         |                                 |                 |
| |                   |         |                                 |                 |
| |                   |         |                                 |                 |
| Classement général |                   |         |                                 |                 |
| Coureur | Coureur           | Pays    | Équipe                          | Temps           |
| 1er | Jonathan Hivert   | France  | Direct Énergie                  | 4 h 23 min 57 s |
| 2e | Nicola Bagioli    | Italie  | Nippo-Vini Fantini-Europa Ovini | + 1 s           |
| 3e | Samuel Dumoulin   | France  | AG2R La Mondiale                | + 1 s           |
| 4e | Alexis Vuillermoz | France  | AG2R La Mondiale                | + 1 s           |
| 5e | Quentin Pacher    | France  | Vital Concept                   | + 1 s           |
| 6e | Marco Canola      | Italie  | Nippo-Vini Fantini-Europa Ovini | + 1 s           |
| 7e | Rudy Molard       | France  | FDJ                             | + 1 s           |
| 8e | Andriy Grivko     | Ukraine | Astana                          | + 1 s           |
| 9e | Matteo Busato     | Italie  | Wilier Triestina-Selle Italia   | + 1 s           |
| 10e | Dorian Godon      | France  | Cofidis, Solutions Crédits      | + 1 s           |

### 2eétape
Au départ de Vidauban, la seconde étape rejoint Flayosc, après 188,5 km de course.
| \| Classement de l'étape \| Classement de l'étape \| Classement de l'étape \| Classement de l'étape \| Classement de l'étape \| \| Coureur \| Coureur \| Pays \| Équipe \| Temps \| \| --------------------- \| --------------------- \| --------------------- \| ------------------------------- \| --------------------- \| \| 1er \| Jonathan Hivert \| France \| Direct Énergie \| 5 h 04 min 54 s \| \| 2e \| Alexis Vuillermoz \| France \| AG2R La Mondiale \| + 0 s \| \| 3e \| Rudy Molard \| France \| FDJ \| + 0 s \| \| 4e \| Mauro Finetto \| Italie \| Delko-Marseille Provence-KTM \| + 2 s \| \| 5e \| Valentin Madouas \| France \| FDJ \| + 2 s \| \| 6e \| Thibaut Pinot \| France \| FDJ \| + 2 s \| \| 7e \| Dorian Godon \| France \| Cofidis, Solutions Crédits \| + 38 s \| \| 8e \| Quentin Pacher \| France \| Vital Concept \| + 38 s \| \| 9e \| Nicola Bagioli \| Italie \| Nippo-Vini Fantini-Europa Ovini \| + 38 s \| \| 10e \| Cyril Barthe \| France \| Euskadi-Murias \| + 38 s \| |                   |        |                                 |                 |
| |                   |        |                                 |                 |
| |                   |        |                                 |                 |
| Classement de l'étape |                   |        |                                 |                 |
| Coureur | Coureur           | Pays   | Équipe                          | Temps           |
| 1er | Jonathan Hivert   | France | Direct Énergie                  | 5 h 04 min 54 s |
| 2e | Alexis Vuillermoz | France | AG2R La Mondiale                | + 0 s           |
| 3e | Rudy Molard       | France | FDJ                             | + 0 s           |
| 4e | Mauro Finetto     | Italie | Delko-Marseille Provence-KTM    | + 2 s           |
| 5e | Valentin Madouas  | France | FDJ                             | + 2 s           |
| 6e | Thibaut Pinot     | France | FDJ                             | + 2 s           |
| 7e | Dorian Godon      | France | Cofidis, Solutions Crédits      | + 38 s          |
| 8e | Quentin Pacher    | France | Vital Concept                   | + 38 s          |
| 9e | Nicola Bagioli    | Italie | Nippo-Vini Fantini-Europa Ovini | + 38 s          |
| 10e | Cyril Barthe      | France | Euskadi-Murias                  | + 38 s          |

## Classements finals

### Classement général final
| \| Classement général \| Classement général \| Classement général \| Classement général \| Classement général \| \| Coureur \| Coureur \| Pays \| Équipe \| Temps \| \| ------------------ \| ------------------ \| ------------------ \| ------------------------------- \| ------------------ \| \| 1er \| Jonathan Hivert \| France \| Direct Énergie \| 9 h 28 min 51 s \| \| 2e \| Alexis Vuillermoz \| France \| AG2R La Mondiale \| + 1 s \| \| 3e \| Rudy Molard \| France \| FDJ \| + 1 s \| \| 4e \| Valentin Madouas \| France \| FDJ \| + 3 s \| \| 5e \| Thibaut Pinot \| France \| FDJ \| + 3 s \| \| 6e \| Mauro Finetto \| Italie \| Delko-Marseille Provence-KTM \| + 13 s \| \| 7e \| Nicola Bagioli \| Italie \| Nippo-Vini Fantini-Europa Ovini \| + 39 s \| \| 8e \| Quentin Pacher \| France \| Vital Concept \| + 39 s \| \| 9e \| Dorian Godon \| France \| Cofidis, Solutions Crédits \| + 39 s \| \| 10e \| Andriy Grivko \| Ukraine \| Astana \| + 39 s \| |                   |         |                                 |                 |
| |                   |         |                                 |                 |
| Source : ProCyclingStats |                   |         |                                 |                 |
| Classement général |                   |         |                                 |                 |
| Coureur | Coureur           | Pays    | Équipe                          | Temps           |
| 1er | Jonathan Hivert   | France  | Direct Énergie                  | 9 h 28 min 51 s |
| 2e | Alexis Vuillermoz | France  | AG2R La Mondiale                | + 1 s           |
| 3e | Rudy Molard       | France  | FDJ                             | + 1 s           |
| 4e | Valentin Madouas  | France  | FDJ                             | + 3 s           |
| 5e | Thibaut Pinot     | France  | FDJ                             | + 3 s           |
| 6e | Mauro Finetto     | Italie  | Delko-Marseille Provence-KTM    | + 13 s          |
| 7e | Nicola Bagioli    | Italie  | Nippo-Vini Fantini-Europa Ovini | + 39 s          |
| 8e | Quentin Pacher    | France  | Vital Concept                   | + 39 s          |
| 9e | Dorian Godon      | France  | Cofidis, Solutions Crédits      | + 39 s          |
| 10e | Andriy Grivko     | Ukraine | Astana                          | + 39 s          |

### Classements annexes
| Classement par points | Classement par points | Classement par points | Classement par points           | Classement par points |
| Coureur               | Coureur               | Pays                  | Équipe                          | Points                |
| --------------------- | --------------------- | --------------------- | ------------------------------- | --------------------- |
| 1er                   | Jonathan Hivert       | France                | Direct Énergie                  | 50 pts                |
| 2e                    | Alexis Vuillermoz     | France                | AG2R La Mondiale                | 34 pts                |
| 3e                    | Nicola Bagioli        | Italie                | Nippo-Vini Fantini-Europa Ovini | 27 pts                |
| 4e                    | Rudy Molard           | France                | FDJ                             | 25 pts                |
| 5e                    | Quentin Pacher        | France                | Vital Concept                   | 20 pts                |
| 6e                    | Valentin Madouas      | France                | FDJ                             | 17 pts                |
| 7e                    | Samuel Dumoulin       | France                | AG2R La Mondiale                | 16 pts                |
| 8e                    | Dorian Godon          | France                | Cofidis, Solutions Crédits      | 15 pts                |
| 9e                    | Mauro Finetto         | Italie                | Delko-Marseille Provence-KTM    | 14 pts                |
| 10e                   | Thibaut Pinot         | France                | FDJ                             | 13 pts                |

| Classement par points | Classement par points | Classement par points | Classement par points           | Classement par points |
| Coureur               | Coureur               | Pays                  | Équipe                          | Points                |
| --------------------- | --------------------- | --------------------- | ------------------------------- | --------------------- |
| 1er                   | Jonathan Hivert       | France                | Direct Énergie                  | 50 pts                |
| 2e                    | Alexis Vuillermoz     | France                | AG2R La Mondiale                | 34 pts                |
| 3e                    | Nicola Bagioli        | Italie                | Nippo-Vini Fantini-Europa Ovini | 27 pts                |
| 4e                    | Rudy Molard           | France                | FDJ                             | 25 pts                |
| 5e                    | Quentin Pacher        | France                | Vital Concept                   | 20 pts                |
| 6e                    | Valentin Madouas      | France                | FDJ                             | 17 pts                |
| 7e                    | Samuel Dumoulin       | France                | AG2R La Mondiale                | 16 pts                |
| 8e                    | Dorian Godon          | France                | Cofidis, Solutions Crédits      | 15 pts                |
| 9e                    | Mauro Finetto         | Italie                | Delko-Marseille Provence-KTM    | 14 pts                |
| 10e                   | Thibaut Pinot         | France                | FDJ                             | 13 pts                |

| Classement de la montagne | Classement de la montagne | Classement de la montagne | Classement de la montagne    | Classement de la montagne |
| Coureur                   | Coureur                   | Pays                      | Équipe                       | Points                    |
| ------------------------- | ------------------------- | ------------------------- | ---------------------------- | ------------------------- |
| 1er                       | Fernando Barceló          | Espagne                   | Euskadi-Murias               | 36 pts                    |
| 2e                        | Evaldas Šiškevičius       | Lituanie                  | Delko-Marseille Provence-KTM | 24 pts                    |
| 3e                        | Paul Ourselin             | France                    | Direct Énergie               | 16 pts                    |
| 4e                        | Thibaut Pinot             | France                    | FDJ                          | 2 pts                     |
| 5e                        | Hubert Dupont             | France                    | AG2R La Mondiale             | 2 pts                     |

| Classement de la montagne | Classement de la montagne | Classement de la montagne | Classement de la montagne    | Classement de la montagne |
| Coureur                   | Coureur                   | Pays                      | Équipe                       | Points                    |
| ------------------------- | ------------------------- | ------------------------- | ---------------------------- | ------------------------- |
| 1er                       | Fernando Barceló          | Espagne                   | Euskadi-Murias               | 36 pts                    |
| 2e                        | Evaldas Šiškevičius       | Lituanie                  | Delko-Marseille Provence-KTM | 24 pts                    |
| 3e                        | Paul Ourselin             | France                    | Direct Énergie               | 16 pts                    |
| 4e                        | Thibaut Pinot             | France                    | FDJ                          | 2 pts                     |
| 5e                        | Hubert Dupont             | France                    | AG2R La Mondiale             | 2 pts                     |

| Classement du meilleur jeune | Classement du meilleur jeune | Classement du meilleur jeune | Classement du meilleur jeune    | Classement du meilleur jeune |
| Coureur                      | Coureur                      | Pays                         | Équipe                          | Temps                        |
| ---------------------------- | ---------------------------- | ---------------------------- | ------------------------------- | ---------------------------- |
| 1er                          | Valentin Madouas             | France                       | FDJ                             | 9 h 28 min 54 s              |
| 2e                           | Nicola Bagioli               | Italie                       | Nippo-Vini Fantini-Europa Ovini | + 36 s                       |
| 3e                           | Dorian Godon                 | France                       | Cofidis, Solutions Crédits      | + 36 s                       |
| 4e                           | Miguel Ángel Ballesteros     | Espagne                      | Polartec-Kometa                 | + 48 s                       |
| 5e                           | Cyril Barthe                 | France                       | Euskadi-Murias                  | + 57 s                       |
| 6e                           | Julen Irizar                 | Espagne                      | Euskadi-Murias                  | + 2 min 01 s                 |
| 7e                           | Quentin Jauregui             | France                       | AG2R La Mondiale                | + 2 min 13 s                 |
| 8e                           | Patrick Müller               | Suisse                       | Vital Concept                   | + 2 min 28 s                 |
| 9e                           | Simone Velasco               | Italie                       | Wilier Triestina-Selle Italia   | + 2 min 34 s                 |
| 10e                          | Damien Touzé                 | France                       | Saint Michel-Auber 93           | + 3 min 28 s                 |

| Classement du meilleur jeune | Classement du meilleur jeune | Classement du meilleur jeune | Classement du meilleur jeune    | Classement du meilleur jeune |
| Coureur                      | Coureur                      | Pays                         | Équipe                          | Temps                        |
| ---------------------------- | ---------------------------- | ---------------------------- | ------------------------------- | ---------------------------- |
| 1er                          | Valentin Madouas             | France                       | FDJ                             | 9 h 28 min 54 s              |
| 2e                           | Nicola Bagioli               | Italie                       | Nippo-Vini Fantini-Europa Ovini | + 36 s                       |
| 3e                           | Dorian Godon                 | France                       | Cofidis, Solutions Crédits      | + 36 s                       |
| 4e                           | Miguel Ángel Ballesteros     | Espagne                      | Polartec-Kometa                 | + 48 s                       |
| 5e                           | Cyril Barthe                 | France                       | Euskadi-Murias                  | + 57 s                       |
| 6e                           | Julen Irizar                 | Espagne                      | Euskadi-Murias                  | + 2 min 01 s                 |
| 7e                           | Quentin Jauregui             | France                       | AG2R La Mondiale                | + 2 min 13 s                 |
| 8e                           | Patrick Müller               | Suisse                       | Vital Concept                   | + 2 min 28 s                 |
| 9e                           | Simone Velasco               | Italie                       | Wilier Triestina-Selle Italia   | + 2 min 34 s                 |
| 10e                          | Damien Touzé                 | France                       | Saint Michel-Auber 93           | + 3 min 28 s                 |

| Classement par équipes | Classement par équipes          | Classement par équipes | Classement par équipes |
| Équipe                 | Équipe                          | Pays                   | Temps                  |
| ---------------------- | ------------------------------- | ---------------------- | ---------------------- |
| 1re                    | FDJ                             | France                 | 28 h 26 min 40 s       |
| 2e                     | AG2R La Mondiale                | France                 | + 2 min 17 s           |
| 3e                     | Delko-Marseille Provence-KTM    | France                 | + 2 min 24 s           |
| 4e                     | WB-Aqua Protect-Veranclassic    | Belgique               | + 3 min 13 s           |
| 5e                     | Nippo-Vini Fantini-Europa Ovini | Italie                 | + 3 min 23 s           |
| 6e                     | Vital Concept                   | France                 | + 5 min 04 s           |
| 7e                     | Wilier Triestina-Selle Italia   | Italie                 | + 6 min 11 s           |
| 8e                     | Fortuneo-Samsic                 | France                 | + 9 min 15 s           |
| 9e                     | Direct Énergie                  | France                 | + 9 min 24 s           |
| 10e                    | Polartec-Kometa                 | Espagne                | + 11 min 32 s          |

| Classement par équipes | Classement par équipes          | Classement par équipes | Classement par équipes |
| Équipe                 | Équipe                          | Pays                   | Temps                  |
| ---------------------- | ------------------------------- | ---------------------- | ---------------------- |
| 1re                    | FDJ                             | France                 | 28 h 26 min 40 s       |
| 2e                     | AG2R La Mondiale                | France                 | + 2 min 17 s           |
| 3e                     | Delko-Marseille Provence-KTM    | France                 | + 2 min 24 s           |
| 4e                     | WB-Aqua Protect-Veranclassic    | Belgique               | + 3 min 13 s           |
| 5e                     | Nippo-Vini Fantini-Europa Ovini | Italie                 | + 3 min 23 s           |
| 6e                     | Vital Concept                   | France                 | + 5 min 04 s           |
| 7e                     | Wilier Triestina-Selle Italia   | Italie                 | + 6 min 11 s           |
| 8e                     | Fortuneo-Samsic                 | France                 | + 9 min 15 s           |
| 9e                     | Direct Énergie                  | France                 | + 9 min 24 s           |
| 10e                    | Polartec-Kometa                 | Espagne                | + 11 min 32 s          |

### UCI Europe Tour
Ce Tour du Haut-Var attribue des points pour l'UCI Europe Tour 2018, y compris aux coureurs faisant partie d'une équipe ayant un label WorldTeam. De plus la course donne le même nombre de points individuellement à tous les coureurs pour le Classement mondial UCI 2018.
| Position           | 1er | 2e | 3e | 4e | 5e | 6e | 7e | 8e | 9e | 10e | 11e | 12e | 13e à 15e | 16e à 25e |
| Classement général | 125 | 85 | 70 | 60 | 50 | 40 | 35 | 30 | 25 | 20  | 15  | 10  | 5         | 3         |
| Par étape          | 14  | 5  | 3  |    |    |    |    |    |    |     |     |     |           |           |
| Leader, par étape  | 3   |    |    |    |    |    |    |    |    |     |     |     |           |           |

## Évolution des classements
| Étape              | Vainqueur          | Classement général | Classement par points | Classement de la montagne | Classement du meilleur jeune | Classement par équipes |
| ------------------ | ------------------ | ------------------ | --------------------- | ------------------------- | ---------------------------- | ---------------------- |
| 1                  | Jonathan Hivert    | Jonathan Hivert    | Jonathan Hivert       | Paul Ourselin             | Nicola Bagioli               | FDJ                    |
| 2                  | Jonathan Hivert    | Jonathan Hivert    | Jonathan Hivert       | Fernando Barceló          | Valentin Madouas             | FDJ                    |
| Classements finals | Classements finals | Jonathan Hivert    | Jonathan Hivert       | Fernando Barceló          | Valentin Madouas             | FDJ                    |

## Liste des participants
- Liste de départ complète

| Légende                             | Légende                                                                                                  | Légende                                | Légende                                                                                                  |
| ----------------------------------- | --- | -------------------------------------- | --- |
| Num                                 | Dossard de départ porté par le coureur sur ce Tour du Haut-Var                                           | Pos                                    | Position finale au classement général                                                                    |
| Leader du classement général        | Indique le vainqueur du classement général                                                               | Leader du classement par points        | Indique le vainqueur du classement par points                                                            |
| Leader du classement de la montagne | Indique le vainqueur du classement de la montagne                                                        | Leader du classement du meilleur jeune | Indique le vainqueur du classement du meilleur jeune                                                     |
|                                     | Indique un maillot de champion national ou mondial, suivi de sa spécialité                               | #                                      | Indique la meilleure équipe                                                                              |
| NP                                  | Indique un coureur qui n'a pas pris le départ d'une étape, suivi du numéro de l'étape où il s'est retiré | AB                                     | Indique un coureur qui n'a pas terminé une étape, suivi du numéro de l'étape où il s'est retiré          |
| HD                                  | Indique un coureur qui a terminé une étape hors des délais, suivi du numéro de l'étape                   | *                                      | Indique un coureur en lice pour le classement du meilleur jeune (coureurs nés après le 1er janvier 1992) |